# Asia Series de 2011
A Asia Series de 2011 é a quinta edição da Asia Series. Ocorreu na República da China (Taiwan) de 25 a 29 de novembro. O Samsung Lions derrotou o Fukuoka SoftBank Hawks na final.

## Equipas
| Liga                                 | Equipa                       | Qualificação            | Localização                |
| ------------------------------------ | ---------------------------- | ----------------------- | -------------------------- |
| Australian Baseball League           | Perth Heat                   | Campeões da ABL 2010–11 | Perth, Austrália           |
| Chinese Professional Baseball League | Uni-President 7-Eleven Lions | Campeões da CPBL 2011   | Tainan, República da China |
| Korea Professional Baseball          | Samsung Lions                | Campeões da KPB 2011    | Daegu, Coreia do Sul       |
| Nippon Professional Baseball         | Fukuoka SoftBank Hawks       | Campeões da NPB 2011    | Fukuoka, Japão             |